# Drenovac (Paraćin)
Pour les articles homonymes, voir Drenovac.
Drenovac (en serbe cyrillique : Дреновац) est une localité de Serbie située dans la municipalité de Paraćin, district de Pomoravlje. Au recensement de 2011, elle comptait 1 856 habitants.
Drenovac est officiellement classé parmi les villages de Serbie.

## Démographie

### Évolution historique de la population
| 1948  | 1953  | 1961  | 1971  | 1981  | 1991  | 2002  | 2011  |
| ----- | ----- | ----- | ----- | ----- | ----- | ----- | ----- |
| 2 233 | 2 452 | 2 496 | 2 412 | 2 354 | 2 278 | 2 009 | 1 856 |

|  |